# バホディル・マトリュボフ
バホディル・マトリュボフ（1952年3月11日 - ）は、ウズベキスタン共和国の政治家、警察官僚。民警中将。内務相。

## 経歴
サマルカンド出身。タジク人。
1973年から内務機関に入り、刑事捜索監督官から経歴を始めた。1975年、サマルカンド国立大学化学部を卒業。
1978年～1989年、サマルカンド州内務局刑事捜索局副局長、シアブスキー地区内務局長兼サマルカンド州局副局長を務めた。1983年、サマルカンド国立大学法学部を卒業。1990年～1994年、サマルカンド市内務総局長。
1994年～1997年、ブハラ州内務局長。1997年、内務第一次官となり、国家高山村民移住委員会議長を兼任した。
2004年2月17日～2006年1月、国家税関委員会議長。
2006年1月5日から内務相。